# (3309) Brorfelde
Pour les articles homonymes, voir Brorfelde.
(3309) Brorfelde est un astéroïde de la ceinture principale, de la famille de Hungaria.

## Description
(3309) Brorfelde est un astéroïde de la ceinture principale, de la famille de Hungaria. Il présente une orbite caractérisée par un demi-grand axe de 1,82 UA, une excentricité de 0,05 et une inclinaison de 21,1° par rapport à l'écliptique.

## Compléments